# Nationalpark Thy
Nationalpark Thy är Danmarks första nationalpark och inrättades 2007. Området omfattar 24.370 hektar och sträcker sig över ett upp till tolv kilometer brett bälte från Agger Tange i söder till Hanstholm på norra Region Nordjylland.

## Stora natur- och landskapsvärden
Den västra delen av Thy är formad av århundradens sandflykt och rymmer idag stora nationella och internationella natur- och landskapsvärden i form av kust, sanddyner, sandhedar och sjöar.
Området karaktäriseras av vidsträckthet, öppenhet, orördhet, stillhet och olika naturtyper. Härtill kommer ett spännande och värdefullt samspel mellan kulturhistoria och natur, som är en bärande del av idén om en nationalpark i Thy.